# Tyrannochthoniella zealandica
Tyrannochthoniella zealandica es una especie de arácnido  del orden Pseudoscorpionida de la familia Chthoniidae. Presenta las subespecies Tyrannochthoniella zealandica foveauxana y 
Tyrannochthoniella zealandica zealandica.

## Distribución geográfica
Se encuentra en Nueva Zelanda.